# Swingfire
Lo Swingfire è stato il missile anticarro a lungo raggio anti-tank guided wire missile (ATGW) standard di produzione inglese per l'esercito ed utenti esteri. Si trattava di un'arma potente, con caratteristiche moderne, ma la guida era ancora manuale.

## Descrizione e storia
Di costruzione British Aerospace, esso era assegnato all'artiglieria britannica, In UK è stato usato soprattutto dallo Striker, con rampa quintupla, versione (con 10 missili in tutto) dello FV101 Scorpion, ma anche con il FV432, 2 missili con 12 di ricarica.
Arma pesante di grande potenza, tozzo, con corte alette ma non retrattili, con una testata sufficiente per perforare qualunque carro dell'epoca, esso è lanciabile, grazie a una "console" smontabile con cavo, da veicoli anche stando fino a 100 m di distanza e 23 metri più in alto, lanciando contro bersagli con un campo di tiro di 45 gradi su ciascun lato, o fino a 20 gradi sopra o sotto l'orizzonte.
La versione Beeswing è utilizzabile anche da un lanciatore portatile.
Una volta che il massiccio Swingfire è lanciato dalla rampa, viene automaticamente captato entro il campo di vista del puntatore, ma poi deve essere guidato contro l'obiettivo manualmente, come le armi di vecchia generazione (sistema CLOS). Nondimeno è stato usato anche assieme ad un sofisticato sistema di osservazione/mira a immagine termica, un lusso per gli anni ottanta.
Il missile Swingfire ha avuto anche miglioramenti come la sostituzione dell'elettronica originaria con sistemi a microchip.
In test nel 1979 contro un carro Conqueror esso perforò la piastra di acciaio da 130 mm, inclinata a 60 gradi, e con un angolo orizzontale di ulteriori 40 gradi (=circa 400 mm di spessore virtuale). Nondimeno, il jet HEAT perforò la corazza, la paratia tra lo scomparto pilotaggio e quello di combattimento, e infine danneggiò anche lo scomparto motore.
Alla fine degli anni ottanta, Belgio, Egitto (con tanto di produzione su licenza), Kenya, Regno Unito e Sudan hanno adottato tale arma.
Lo Swingfire era un missile potente, ma per competere con l'Euromissile HOT e soprattutto con il TOW avrebbe dovuto avere una guida semiautomatica SACLOS, cosa che stranamente non ha mai ricevuto, e non certo per mancanza di spazio o convenienza.
In termini di 'Hardware', infatti, la testata da 7 kg è a tutt'oggi una delle più pesanti, come anche il calibro tra i più grandi nella categoria ATGW.
Il TOW nei suoi modelli iniziali pesava 23 kg, con un diametro di soli 127 mm e una testata da 3,9 kg, poco oltre la metà di quella dello Swingfire, e nondimeno ha dimostrato una potenza micidiale contro i carri degli anni settanta. Le versioni più recenti hanno un calibro di 152 mm e una testata da 5,9 kg, ancora lontano dal missile britannico. Si pensi che anche l'Euromissile HOT, con la sua testata leggermente più grande del corpo missile, raggiunge solo un diametro di 165 mm.
 Peraltro lo Swingfire ha al contrario una testata leggermente più piccola del motore-razzo.
Ma nondimeno, malgrado la potenza bruta, esso è obsoleto a causa della mancanza di aggiornamento, mentre persino il vecchio Nord SS-11 ottenne la guida semiautomatica, seguito da armi sovietiche come l'AT-3 Sagger, e così la sua epoca è finita.

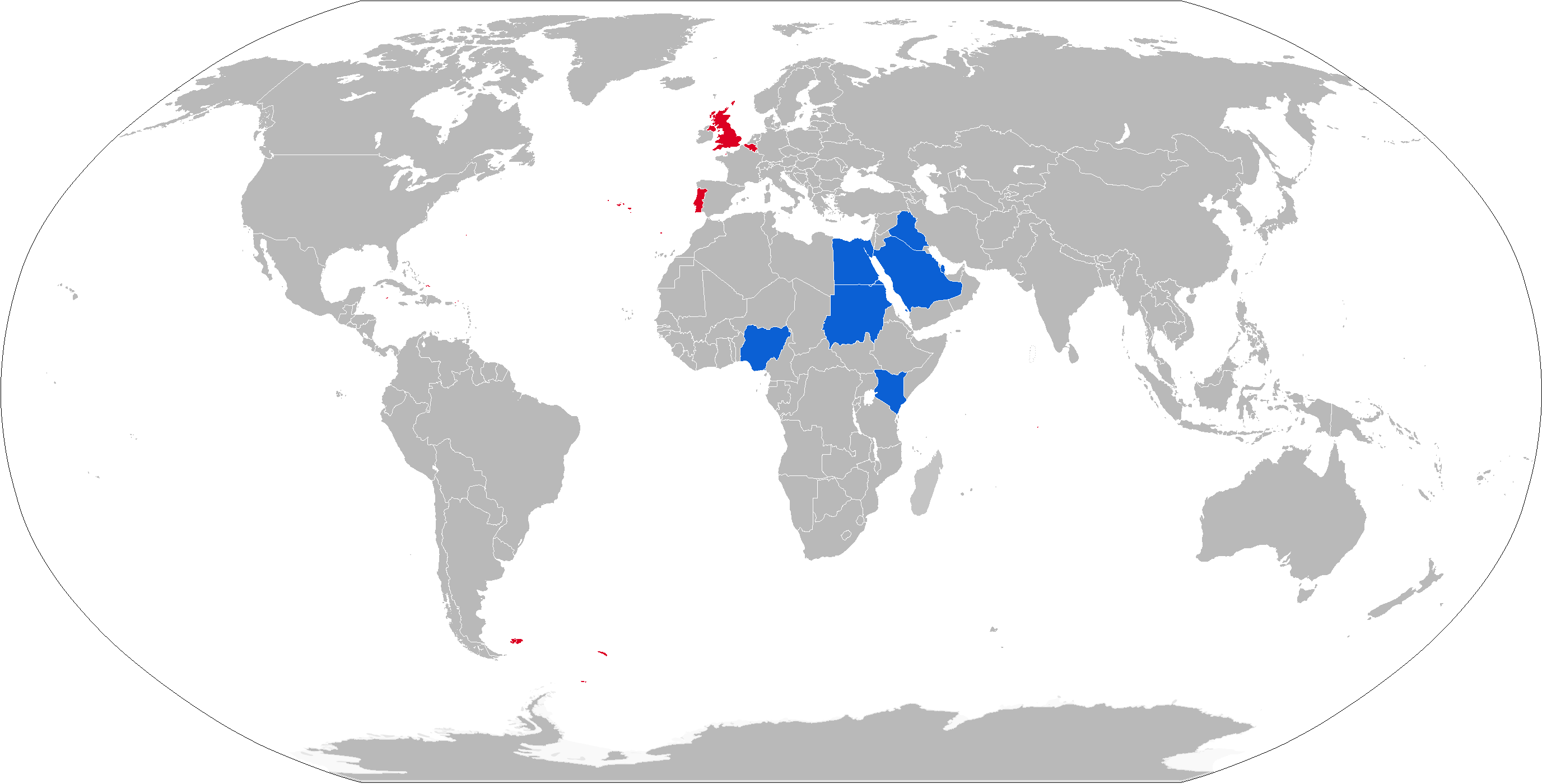
mappa operatori